# Kārlis Čukste
Kārlis Čukste (* 17. června 1997) je bývalý lotyšský hokejový obránce.

## Osobní život
Narodil se v Rize do sportovní rodiny. Jeho otec Ainārs je basketbalovým trenérem a matka Baiba je bývalá lední hokejista, kapitánka lotyšské ženské hokejové reprezentace.

## Statistiky

### Klubové statistiky
| Sezóna      | Klub                  | Soutěž      |    | Základní část | Základní část | Základní část | Základní část | Základní část |   | Play off | Play off | Play off | Play off | Play off |
| Sezóna      | Klub                  | Soutěž      | Z  | G             | A             | B             | TM            | Z             | G | A        | B        | TM       |          |          |
| 2014/15     | HK Rīga               | MHL         | 56 | 7             | 8             | 15            | 40            | 3             | 0 | 0        | 0        | 0        |          |          |
| 2015/16     | Chicago Steel         | USHL        | 44 | 4             | 11            | 15            | 10            | —             | — | —        | —        | —        |          |          |
| 2016/17     | Quinnipiac University | ECAC        | 38 | 5             | 10            | 15            | 47            | —             | — | —        | —        | —        |          |          |
| 2017/18     | Quinnipiac University | ECAC        | 38 | 3             | 10            | 13            | 10            | —             | — | —        | —        | —        |          |          |
| 2018/19     | Quinnipiac University | ECAC        | 38 | 2             | 18            | 20            | 26            | —             | — | —        | —        | —        |          |          |
| 2019/20     | Quinnipiac University | ECAC        | 34 | 4             | 14            | 18            | 14            | —             | — | —        | —        | —        |          |          |
| 2020/21     | HK Mogo               | LHL         | 16 | 9             | 7             | 16            | 6             | —             | — | —        | —        | —        |          |          |
| 2020/21     | San Jose Barracuda    | AHL         | 7  | 1             | 0             | 1             | 0             | —             | — | —        | —        | —        |          |          |
| 2020/21     | Orlando Solar Bears   | ECHL        | 16 | 1             | 3             | 4             | 2             | —             | — | —        | —        | —        |          |          |
| 2021/22     | Dinamo Riga           | KHL         | 34 | 0             | 2             | 2             | 39            | —             | — | —        | —        | —        |          |          |
| 2021/22     | Pelicans              | Liiga       | 15 | 1             | 5             | 6             | 4             | 3             | 0 | 0        | 0        | 4        |          |          |
| 2022/23     | HC Oceláři Třinec     | ČHL         | 49 | 2             | 6             | 8             | 18            | 9             | 2 | 1        | 3        | 0        |          |          |
| 2023/24     | Brynäs IF             | HAll        | 49 | 0             | 13            | 13            | 18            | —             | — | —        | —        | —        |          |          |
| ČHL celkově | ČHL celkově           | ČHL celkově | 49 | 2             | 6             | 8             | 18            | 9             | 2 | 1        | 3        | 0        |          |          |